# Dowdeswell
Dowdeswell est une paroisse civile et un village du Gloucestershire, en Angleterre.